# New York State Department of Transportation

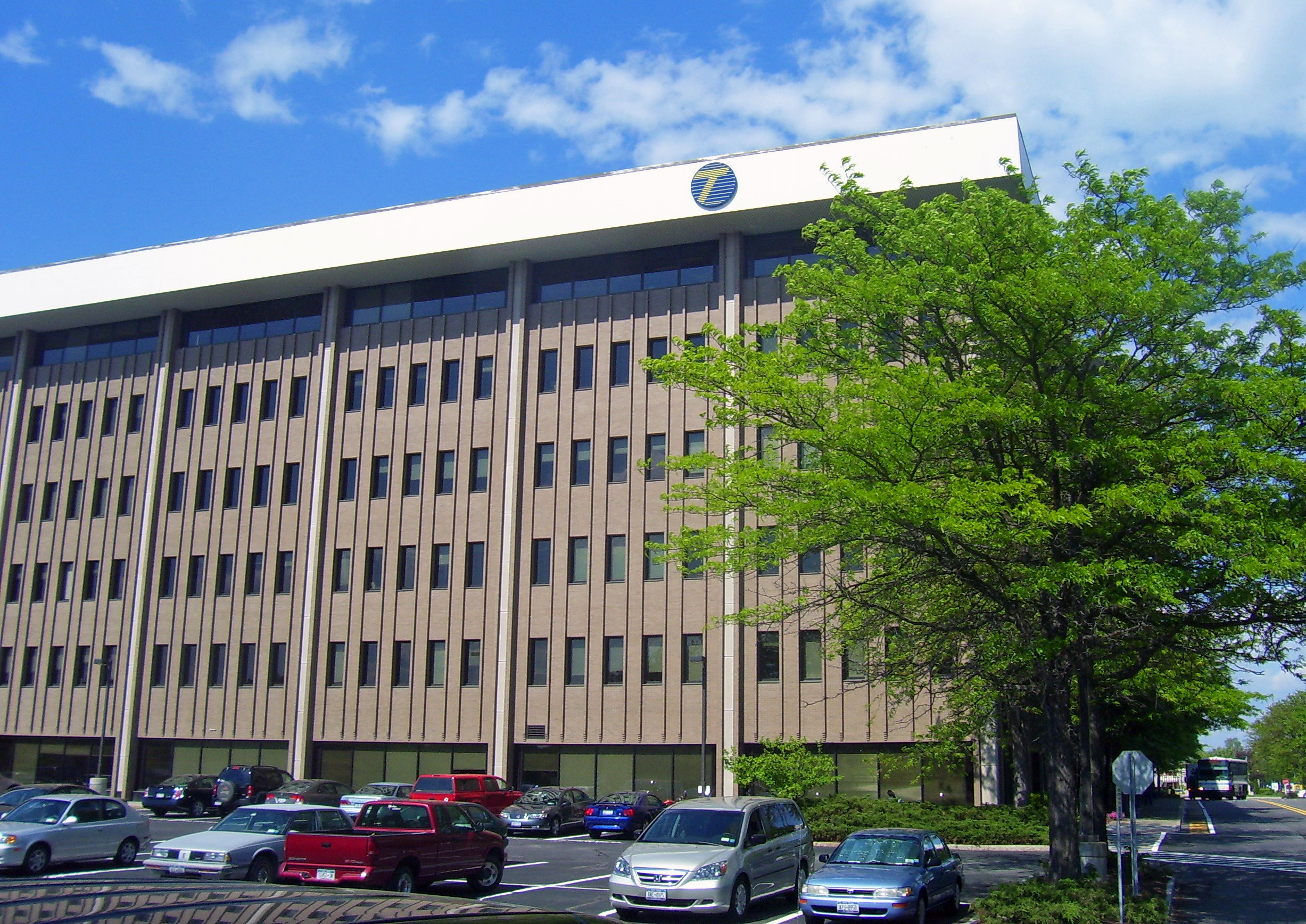
Hoofdkwartier van het NYSDOT in Colonie

Het New York State Department of Transportation (NYSDOT) is het overheidsdepartement van de staat New York in de Verenigde Staten verantwoordelijk voor de aanleg, het beheer en het onderhoud van snelwegen, spoorwegen, havens, waterwegen en luchtvaartfaciliteiten in de staat New York.
Het transportnetwerk in de staat bestaat uit:
- een staats- en lokaal snelwegennetwerk met meer dan 177.000 km snelwegen en 17.000 bruggen.
- een treinnetwerk van 8.000 km dat meer dan 38 miljoen ton goederen jaarlijks transporteert.
- meer dan 130 openbaar vervoeroperatoren die meer dan 5,2 miljoen passagiers dagelijks vervoeren.
- Twaalf grote, publieke en private havens die meer dan 100 miljoen ton goederen jaarlijks verschepen.
- 450 publieke en private luchtvaartfaciliteiten die meer dan 31 miljoen passagiers jaarlijks verwerken. Het departement is eigenaar van twee eigen luchthavens, Republic Airport op Long Island en Stewart International Airport bij Newburgh welke laatste uitbesteed wordt voor beheer aan de Port Authority of New York and New Jersey.

Het departement met hoofdkwartier in Colonie heeft 8.300 werknemers en een jaarlijks budget van 10,1 miljard dollar.